# Gastromicans
Gastromicans este un gen de păianjeni din familia Salticidae.
Cladograma conform Catalogue of Life:
| Gastromicans | \| \| Gastromicans albopilosa \| \| \| \| \| \| Gastromicans hondurensis \| \| \| \| \| \| Gastromicans levispina \| \| \| \| \| \| Gastromicans lisei \| \| \| \| \| \| Gastromicans noxiosus \| \| \| \| \| \| Gastromicans tesselatus \| \| \| \| \| \| Gastromicans vigens \| \| \| \| |
|              | \| \| Gastromicans albopilosa \| \| \| \| \| \| Gastromicans hondurensis \| \| \| \| \| \| Gastromicans levispina \| \| \| \| \| \| Gastromicans lisei \| \| \| \| \| \| Gastromicans noxiosus \| \| \| \| \| \| Gastromicans tesselatus \| \| \| \| \| \| Gastromicans vigens \| \| \| \| |
|              | Gastromicans albopilosa |
|              | |
|              | Gastromicans hondurensis |
|              | |
|              | Gastromicans levispina |
|              | |
|              | Gastromicans lisei |
|              | |
|              | Gastromicans noxiosus |
|              | |
|              | Gastromicans tesselatus |
|              | |
|              | Gastromicans vigens |
|              | |